# Trúc đá
Trúc đá, tên khoa học Phyllostachys nidularia, là một loài thực vật có hoa trong họ Hòa thảo. Loài này được Munro miêu tả khoa học đầu tiên năm 1876.